# Mansuy Dominique Roget
Pour les articles homonymes, voir Roget et Belloguet.
Mansuy Dominique Roget de Belloguet, né le 20 octobre 1760 à Lorry (Trois-Évêchés), mort le 9 janvier 1832 à Rémelfing (Moselle), est un général français de la Révolution et de l’Empire. Chevalier de l’ordre royal et militaire de Saint-Louis, et commandeur de la légion d’honneur.

## Biographie
Le baron Mansuy-Dominique Roget de Belloquet naît à Lorry-devant-le-Pont, près de Metz, le 20 octobre 1760,.
Il entre en service le 13 mai 1777 comme cavalier au 13e régiment de chasseurs à cheval. Il devient brigadier le 15 mai 1787, et il obtient son congé le 1er mai 1790 pour entrer dans la maison du roi,. Huit jours plus tar, il retourne à son corps, et le 11 juin 1790 il est nommé maréchal des logis, puis maréchal des logis chef le 1er avril 1792. Il fait les premières campagnes de la Révolution à l’armée du Rhin, et il assiste aux combats de Spire le 30 septembre 1792, puis au siège et à la prise de Mayence en octobre suivant. Il est nommé sous-lieutenant le 24 mai 1793 lors du siège de cette ville, et aide de camp du général Canuel.
Il passe ensuite à l’armée de l’Ouest, pour combattre les contre-révolutionnaires vendéens, sous les ordres de Marceau et Kléber. Il se fait remarquer aux affaires de Clisson le 16 septembre 1793, de Mortagne, de Laval le 22 octobre 1793, d’Angers les 3 et 4 décembre 1793 et du Mans les 12 et 13 décembre 1793. Le 23 décembre 1793, à la Bataille de Savenay, il exécute l’attaque de la ville où se trouve la réserve ennemie, la taille en pièces et s’empare de son artillerie. Pour cette action, il devient adjudant-général chef d’escadron le 16 janvier 1794, et il est réformé le 13 juin 1795 lors de la réorganisation des états-majors des armées. Le 11 août 1795 il entre dans la ligne, et il est nommé adjudant-général chef de brigade le 31 octobre 1795. Le 23 novembre 1795 il passe à la suite du 8e régiment de chasseurs à cheval, comme chef d’escadron, et il est envoyé à l’armée du Rhin.
Le 4 mars 1797, le général Moreau le nomme chef de brigade du 13e régiment de dragons. Il se distingue au passage du Rhin le 21 avril 1797, lorsqu’il est chargé par le général Vandamme de poursuivre l’ennemi. Il défait les Autrichiens au village de Griesheim, lui prend 2 drapeaux, 550 hommes et 5 pièces de canon avec leurs caissons, puis il se dirige vers Offenbourg, dontil s’empare de vive force. Affecté à l’armée d’Helvétie, il se trouve aux combats dans les Grisons les 6 et 7 mars 1799 sous les ordres de Masséna. Il passe le Rhin près de Verdenberg et enlève une position ennemie à Neudla, prenant encore 5 autres canons. Il est promu général de brigade le 11 mai 1799. Le 25 avril 1800, il retourne à l’armée du Rhin dans la division du général Leval, et le 20 septembre suivant, accusé de fraude avec son commandant de division, il est mis en congé de réforme.
Il est remis en activité le 14 janvier 1801 à la 25e division militaire. Il est fait chevalier de la Légion d’honneur le 11 décembre 1803, et commandeur de l’ordre le 14 juin 1804. En 1805 il est muté à l’armée du Danube, et il participe à la campagne d’Autriche en tant que commandant de la 1re brigade de la 2e division de dragons de la cavalerie de réserve, sous les ordres du général Walter. Il assiste aux batailles de Memmingen le 14 octobre 1805 et d’Ulm du 15 au 20 octobre 1805. À la bataille d’Austerlitz, il remplace le général Walther blessé, à la tête de la 2e division de dragons, enfonçant la ligne d’infanterie russe et prenant 4 canons.
En 1806 et 1807 il fait les campagnes de Prusse et de Pologne. Il défait les dragons de la reine à Zeideneck et des hussard de Schimmel Pleningen. Il combat bientôt à Bizunn le 23 décembre, où il s’illustre contre les Prussiens en faisant 500 prisonniers et en prenant 5 nouveaux canons. Il est élevé au grade de général de division le 30 décembre 1806. Le 20 janvier 1807 il commande le dépôt de cavalerie à Blonie, puis le 21 avril celui de Kulm et enfin le 20 mai 1807 il prend le commandement de la 3e division militaire. De novembre 1808 au 9 janvier 1809 il commande la 2e division de dragon de l’armée d’Espagne, et le 9 mars 1809, il prend le commandement de la 8e division militaire, jusqu’au 16 mai 1814. Il est créé chevalier de l’Empire le 9 janvier 1810, et baron de l’Empire le 22 octobre suivant. Pendant le blocus de Metz de 1814 sous les ordres de Durutte, il attaque avec succès le ravitaillement russe.
Pendant la première Restauration, le roi Louis XVIII, le fait chevalier de Saint-Louis le 1er novembre 1814, et il est admis à la retraite le 4 février 1815.
Il meurt le 9 janvier 1832, à Rémelfing.

## Dotation
- Le 18 mai 1809, dotation de 4 000 francs, sur le domaine de Westphalie.

## Armoiries
| Armoiries | Nom du chevalier et blasonnement |
| --------- | --- |
|           | Chevalier Mansuy Dominique Roget et de l'Empire, lettres patentes du 9 janvier 1810. D'azur au cœur en abîme, accompagné de trois croissants deux et un d'argent, champagne de gueules du tiers de l'écu, au signe des chevaliers - Livrées : bleu, blanc, et jaune. |

| Figure | Nom du baron et blasonnement |
| ------ | --- |
|        | Armes du baron Mansuy Dominique Roget de Belloguet et de l'Empire, décret du 15 août 1810, lettres patentes du 22 octobre 1810, commandant de la Légion d'honneur D'azur au cœur d'or en abîme, accompagné de trois croissants deux et un d'argent ; franc-quartier des barons tirés de l'armée - Livrées : les couleurs de l'écu. |